# My Cherie Amour (nummer)
"My Cherie Amour" is een nummer van Stevie Wonder. Het werd oorspronkelijk uitgebracht op de B-kant van de single "I Don't Know Why", in de Verenigde Staten op 7 januari en in het Verenigd Koninkrijk op 14 maart 1969. Een zestienjarige Wonder schreef het liedje in 1966 in dertig minuten. De originele titel was "Oh My Marcia" en het gaat over een vriendinnetje met wie hij tot voor kort verkering had. Doordat hij het eerst te persoonlijk vond, werd het pas drie jaar later, in een door Henry Cosby en Sylvia Moy bewerkte versie opgenomen. Moy wijzigde de titel in "My Cherie Amour". De single bereikte de vierde plaats in zowel de Amerikaanse als de Britse hitlijst en was een groter succes dan de A-kant.
Het liedje werd gecoverd door onder anderen Joe Harnell, Harry J, Boney M., The Jackson 5, Andy Williams en Billy Eckstine.